# Jamaal Magloire
Jamaal Dane Magloire (* 21. Mai 1978 in Toronto, Ontario) ist ein ehemaliger kanadischer Basketballspieler.

## Karriere

### College
Magloire spielte für die Kentucky Wildcats der University of Kentucky und gewann 1998 mit seinem Team die NCAA Division I Basketball Championship. Als er vom College in die NBA wechselte, war er der Spieler mit den meisten Blocks in der Geschichte des Colleges mit 268.

### NBA

#### New Orleans/Charlotte Hornets
Magloire wurde bei der NBA-Draft 2000 als 19. Pick von den Charlotte Hornets ausgewählt. In den ersten beiden Spielzeiten in Charlotte hatte Magloire die Rolle eines Reservespielers, aber nach dem Umzug des Teams nach New Orleans in seiner dritten Saison bei den Hornets wurde er zu einem wichtigen Bestandteil seines Teams, erzielte in allen 82 Regular-Season-Spielen, bei denen er alle von Beginn an spielte, durchschnittlich 10,3 Punkte und 8,8 Rebounds pro Spiel. In der NBA-Saison 2003/04 verbesserte er sich noch einmal und wurde wegen seiner Leistungen (13,6 Punkte, 10,3 Rebounds pro Spiel) ins NBA Eastern Conference All-Star Team berufen, bei dem er in 21 Spielminuten 19 Punkte erzielte. Magloire war erst der zweite Kanadier nach Steve Nash, der jemals in ein All-Star Team der NBA berufen wurde.

#### Milwaukee Bucks
2005 wurde er für Desmond Mason, einen First-Round-Pick in der NBA-Draft 2006 und eine Geldsumme zu den Milwaukee Bucks getradet.

#### Portland Trail Blazers
2006 wurde Magloire für Steve Blake, Ha Seung-Jin und Brian Skinner zu den Portland Trail Blazers getradet. In seiner NBA-Karriere hatte Magloire bisher fast einen Durchschnitt von 10 Punkten, konnte aber in seinen ersten 20 Spielen als ein Trail Blazer diese Marke nicht erreichen. Insgesamt schaffte er in dieser Saison nur achtmal über 11 Punkte.

#### New Jersey Nets
Die New Jersey Nets nahmen Magloire am 17. Juli 2007 unter Vertrag. In der NBA-Saison 2007/08 legte er nur 1,8 Punkte und 3,4 Rebounds per Spiel auf.

#### Dallas Mavericks
Am 26. Februar 2008 nahmen ihn die Dallas Mavericks als Backup für ihren Center Erick Dampier unter Vertrag.

#### Miami Heat
Die Miami Heat nahm ihn 2008 für den geringstmöglichen Betrag auf.

#### Toronto Raptors
Am 9. Dezember 2011 nahmen ihn die Toronto Raptors unter Vertrag.
Magloire war damit der erste kanadische Spieler, der für die Toronto Raptors spielte. Zur Saison 2012/2013 wurde sein Vertrag von Seiten der Raptors jedoch wieder aufgelöst.